# Mantella haraldmeieri
Espèce
Synonymes
- Mantella madagascariensis haraldmeieri Busse, 1981

Statut de conservation UICN

 EN B1ab(iii) : En danger
Statut CITES
Mantella haraldmeieri est une espèce d'amphibiens de la famille des Mantellidae.

## Répartition

Aire de répartition de Mantella haraldmeieri.

Cette espèce est endémique de Madagascar. Elle se rencontre entre 300 et 950 m d'altitude dans les monts Anosy dans l'extrême Sud-Est de l'île,.

## Taxinomie
Selon Frank Glaw, ce taxon pourrait représenter une variante de Mantella baroni distincte par sa coloration.

## Description

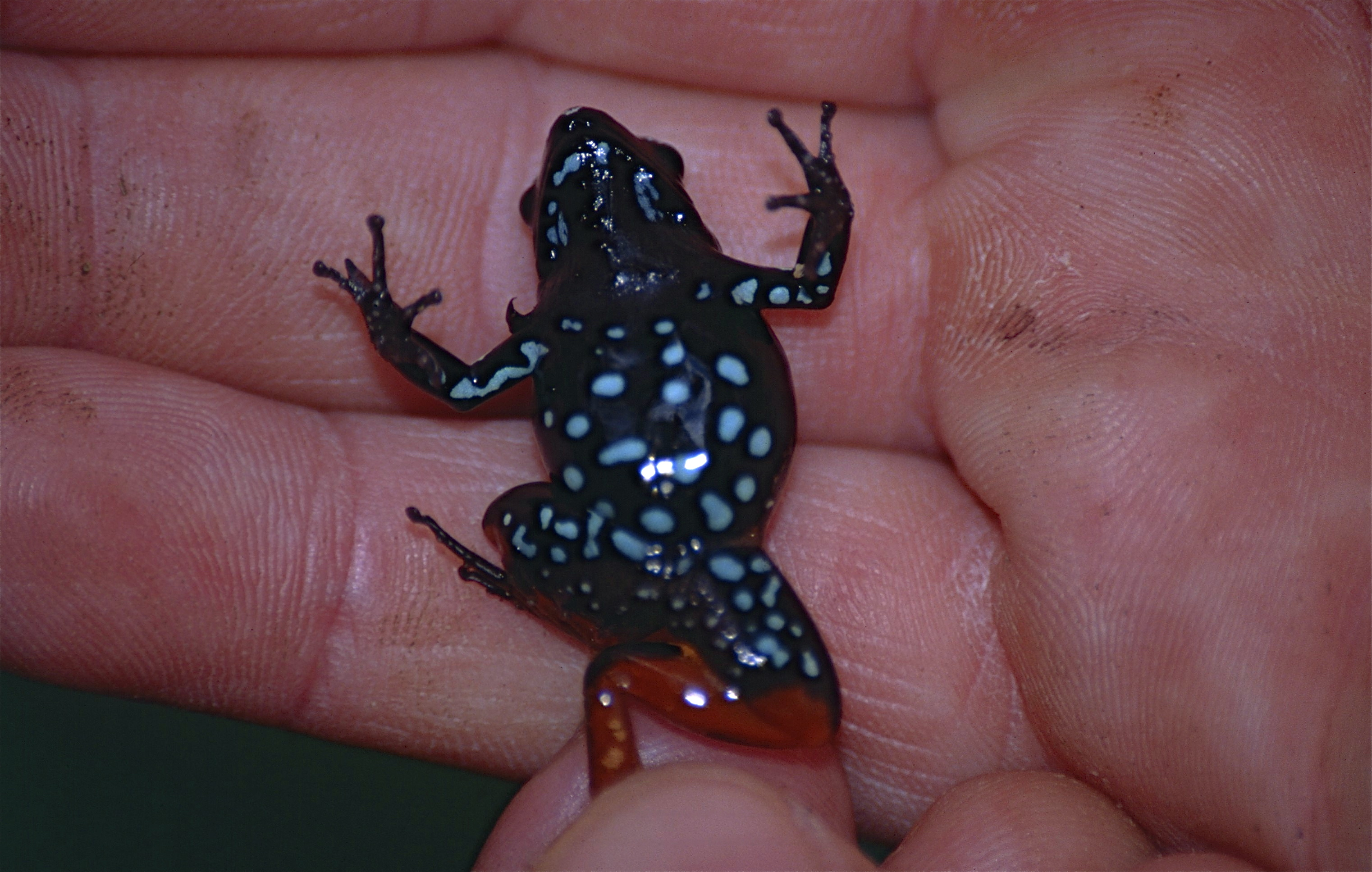
Face ventrale de Mantella haraldmeieri (monts Anosy, Madagascar)

Mantella haraldmeieri mesure de 21 à 27 mm. Son dos est brun clair avec plusieurs taches sombres, notamment une triangulaire, parfois sous la forme d'un "Y", au niveau des épaules ; une grande en forme de cœur sur le dos et deux autres au niveau du cloaque. Les flancs sont noirs. La face externe des membres est brun-jaune avec quelques bandes peu marquées. Son ventre est noir avec des taches blanc-bleuté. La face interne des tibias et du tarse présente des zones rouges. Contrairement à d'autres membres du genre Mantella, cette espèce ne présente pas de tache en forme de fer à cheval au niveau de la gorge.

## Étymologie
Cette espèce est nommée en l'honneur de Harald Meier.

## Publication originale
- Busse, 1981 : Revision der FarbmusterVariabilität in der madagassischen Gattung Mantella (Salientia: Ranidae). Amphibia-Reptilia, vol. 2, p. 23-42.